# Yasutaka Tashiro
Yasutaka Tashiro (Japans: 田代恭崇, Tashiro Yasutaka) (Tokio, 7 juni 1974) is een Japans voormalig wielrenner. Hij nam in 2004 deel aan de wegwedstrijd op de Olympische Zomerspelen in Athene waar hij als 57e finishte.

## Palmares
2001
 Japans kampioen op de weg, Elite
2002
5e etappe Ronde van Hokkaido
2004
 Japans kampioen op de weg, Elite
2005
Ronde van Okinawa
2006
4e en 6e etappe Ronde van Taiwan
Bergklassement Ronde van Taiwan
'